# Fugóide

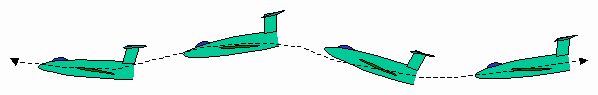
Uma representação diagramática de um avião de asa fixa em fugóide

Na aviação, um fugóide é um movimento de aeronave em que o veículo sobe e desce, e depois desce e acelera, desacelerando e descendo conforme desce e sobe. Este é um dos modos básicos de dinâmica de voo de uma aeronave (outros incluem período curto, subsidência de rolagem, rolamento holandês e divergência espiral).
O fugoide, para amplitude moderada, ocorre em um ângulo de ataque efetivamente constante, embora na prática o ângulo de ataque varie em alguns décimos de grau. Isto significa que o ângulo de ataque de estol nunca é excedido e é possível (na seção <1g do ciclo) voar em velocidades abaixo da velocidade de estol conhecida. Os modelos de voo livre com fugóide muito instável geralmente estolam ou fazem loop, dependendo do impulso.
O termo "fugóide" foi cunhado por Frederick W. Lanchester, o aerodinamicista britânico que primeiro caracterizou o fenômeno. Ele derivou a palavra das palavras gregas φυγή e εἶδος para significar "semelhante a um voo", mas reconheceu a adequação diminuída da derivação, dado que φυγή significava fuga no sentido de "fuga" (como na palavra "fugitivo") em vez de fuga de veículo.